# Benkő László (iparművész)
Benkő László (Szombathely, 1926. október 31. – 2003. július 30.) festő, iparművész, tanár.

## Pályafutása
A szombathelyi Derkovits Körben végzett tanulmányokat, mesterei Burány Nándor, Radnóti Kovács Árpád voltak. 1966 és 1971 között a Magyar Iparművészeti Főiskola formatervezési szakának hallgatója volt, ahol Eigel Istvántól tanult. 1976-ig a Savaria Cipőgyárban dolgozott mint tervező, majd 1976 és 1986 között a Könnyűipari Műszaki Főiskolán oktatott ipari formatervezést.

## Díjak
- 1975, 1978: Iparművészeti Tanács nívódíja
- 1964: A könnyűipar legszebb terméke díj
- 1973-tól 1978-ig hét pályázati díj
- 1980, 1984: MM nívódíja
- 1993: Karácsonyi Tárlat, Szombathely díja

## Egyéni kiállítások
- 1976, 1979, 1986 • Derkovits Terem, Szombathely
- 1981 • Derkovits Terem, Budapest
- 1991 • Médium Galéria, Szombathely
- 1995 • Kemenesaljai Művelődési Központ, Celldömölk

## Válogatott csoportos kiállítások
- Vas megyei tárlatok az 1950-es évektől
- 1975 • Jubileumi Iparművészeti kiállítás, Műcsarnok, Budapest
- 1973, 1976, 1984, 1987 • Dunántúli Tárlat, Kaposvár
- 1987 • Razgrad (BG)
- 1992 • Lendvai művésztelep kiállítása.

## Művek közgyűjteményekben
- Iparművészeti Múzeum, Budapest • Lendava Galéria • Szombathelyi Képtár, Szombathely.

## Köztéri művei
- Tűzzománcok (Búcsú, Egervölgy, Sárvár templomaiban)